# Phare de Punta Santa Ana
Le phare de Punta Santa Ana  (en espagnol : Faro Punta Santa Ana) est un phare actif situé sur Punta Santa Ana (sv) dans la péninsule de Brunswick, (Province de Magallanes), dans la Région de Magallanes et de l'Antarctique chilien au Chili.
Il est géré par le Service hydrographique et océanographique de la marine chilienne dépendant de la Marine chilienne.

## Histoire
Le phare, mis en service en 1944, se trouve à côté du Fort Bulnes et Puerto del Hambre, à environ 60 km au sud de Punta Arenas. Une plaque, sur le monument, rend hommage à Bernardo O'Higgins, un héros de la guerre d'indépendance du Chili.

## Description
Le phare actuel  est un pilier carré en béton portant une balise de 5 m de haut. La tour est peinte en blanc avec une bande étroite rouge. Il émet, à une hauteur focale de 40 m, un éclat blanc par période de 10 secondes. Sa portée est de 10 milles nautiques (environ 19 km).
Identifiant : ARLHS : CHI-107 - Amirauté : G1444 - NGA : 111-2384 .
|                                |
| Localisation : Punta Santa Ana |

|                              |
| Le phare dans le Fort Bulnes |

### Lien connexe
- Liste des phares du Chili